# 哈加曼 (伊利諾伊州)
哈加曼（英語：Hagaman）是位於美國伊利諾伊州馬庫平縣的一個非建制地區。該地的面積和人口皆未知。

## 地理
哈加曼的座標為39°18′37″N 90°04′41″W / 39.31028°N 90.07806°W，而該地的平均海拔高度為158米（即518英尺）。